# 大島健一
大島 健一（おおしま けんいち、1858年6月19日（安政5年5月9日） - 1947年（昭和22年）3月24日）は、日本の陸軍軍人、政治家。最終階級は陸軍中将。陸軍大臣、貴族院勅選議員、大東文化学院総長（第3代）などを歴任した。

## 略歴
1858年、美濃国岩村藩（現岐阜県恵那市、旧恵那郡岩村町）生まれ。岩村藩士・大島桂之進の次男。兄は3歳の時に病死したので、健一は一人息子として育つ。10歳の春を迎えると同時に文武所に入所する。文武所は1871年、廃藩置県と共に廃止され、知新館と改称されたので健一もここへ移った。
明治初年に岩村を離れる。奥三河・稲武の豪農・篤志家古橋家にて初期教育を受ける。陸軍士官学校に入学。
1881年（明治14年）、陸軍士官学校（旧4期）卒業。砲兵少尉に任官する。1890年（明治23年）、ドイツに留学。1893年（明治26年）、同年末に帰朝し砲工学校の教官となる。
1894年（明治27年）、日清戦争が勃発すると第1軍の副官として各地の戦斗に参加する。同年砲兵少佐に任ぜられる。
1902年（明治35年）2月22日～9月4日、参謀本部部員。参謀本部第4部長事務取扱。9月4日～12月19日、参謀本部第4部長心得。12月19日～1907年（明治40年）11月13日、陸軍砲兵大佐。参謀本部第4部長。
1904年（明治37年）、日露戦争。大本営勤務。この後は参謀本部勤務となる。1907年（明治40年）11月13日～1913年（大正2年）8月22日、陸軍少将。11月13日～1908年（明治41年）12月21日、参謀本部附。
1908年（明治41年）1月22日～12月21日、参謀本部第4部長事務取扱。12月21日～1912年（明治45年）4月26日、参謀本部総務部長。12月21日～1909年（明治42年）12月10日、参謀本部第4部長。
1912年（明治45年・大正元年）4月26日～1914年（大正3年）4月17日、参謀次長。1913年（大正2年）
8月22日～1947年（昭和22年）3月24日、陸軍中将。
1914年（大正3年）4月17日～1916年（大正5年）3月30日、陸軍次官。
1916年（大正5年）3月30日～10月9日、第2次大隈内閣陸軍大臣。
10月9日～1918年（大正7年）9月29日、寺内内閣陸軍大臣。
1919年（大正8年）、予備役に編入。1920年（大正9年）6月2日、貴族院勅選議員1926年（大正15年）、大東文化学院総長（第3代）に就任。1940年（昭和15年）、枢密顧問官。1946年（昭和21年）まで務める。1946年（昭和21年）、公職追放となる。墓所は多磨霊園と恵那市東光院。

## 陸軍大臣在任時
第一次世界大戦でドイツ帝国が敗戦した際、大島は第2次大隈内閣から留任した陸軍大臣として、板東俘虜収容所（徳島県鳴門市大麻町桧、旧板野郡板東町）、松山俘虜収容所などを開設し、青島膠州湾租借地のドイツ兵を収容した。板東俘虜収容所ではルートヴィヒ・ヴァン・ベートーヴェンの交響曲第9番が、俘虜のパウル・エンゲルやヘルマン・ハンゼンらにより、日本で初めて全曲演奏された。
ただし1918年1月8日から検討が開始されたパリ講和会議とヴェルサイユ条約締結手続のなかで、日本政府は膠州湾海底ケーブル所有権を含めドイツ帝国の山東権益の無条件譲渡を主張して山東問題に直面し、中国及びアメリカ合衆国からの非難を浴びた。内閣はシベリア出兵付随の米騒動や、河内事故などの影響で9月29日に内閣総辞職し、大島は予備役編入となった。

## 栄典
位階
- 1882年（明治15年）2月17日 - 正八位[21]
- 1885年（明治18年）7月25日 - 従七位[21][22]
- 1891年（明治24年）12月28日 - 正七位[21][23]
- 1895年（明治28年）3月28日 - 従六位[21][24]
- 1899年（明治32年）12月20日 - 正六位[21][25]
- 1903年（明治36年）3月30日 - 従五位[21][26]
- 1907年（明治40年）12月27日 - 正五位[21][27]
- 1913年（大正2年）1月30日 - 従四位[21][28]
- 1916年（大正5年）4月10日 - 正四位[21][29]
- 1918年（大正7年）4月20日 - 従三位[21][30]
- 1919年（大正8年）7月21日 - 正三位[21][31]
- 1945年（昭和20年）5月1日 - 従二位[21]

勲章等
| 受章年                     | 略綬 | 勲章名                       | 備考 |
| -------------------------- | ---- | ---------------------------- | ---- |
| 1889年（明治22年）11月29日 |      | 大日本帝国憲法発布記念章     |      |
| 1895年（明治28年）5月23日  |      | 勲六等瑞宝章                 |      |
| 1895年（明治28年）10月18日 |      | 単光旭日章                   |      |
| 1895年（明治28年）10月18日 |      | 功五級金鵄勲章               |      |
| 1895年（明治28年）11月18日 |      | 明治二十七八年従軍記章       |      |
| 1900年（明治33年）5月31日  |      | 勲五等瑞宝章                 |      |
| 1905年（明治38年）5月30日  |      | 勲四等瑞宝章                 |      |
| 1906年（明治39年）4月1日   |      | 勲三等旭日中綬章             |      |
| 1906年（明治39年）4月1日   |      | 功三級金鵄勲章               |      |
| 1906年（明治39年）4月1日   |      | 明治三十七八年従軍記章       |      |
| 1908年（明治41年）7月13日  |      | 勲二等旭日重光章             |      |
| 1912年（大正元年）8月1日   |      | 韓国併合記念章               |      |
| 1915年（大正4年）11月10日  |      | 大礼記念章（大正）           |      |
| 1916年（大正5年）1月19日   |      | 勲一等瑞宝章                 |      |
| 1916年（大正5年）7月14日   |      | 旭日大綬章                   |      |
| 1916年（大正5年）7月14日   |      | 大正三四年従軍記章           |      |
| 1920年（大正9年）7月27日   |      | 金杯一個                     |      |
| 1920年（大正9年）11月1日   |      | 旭日桐花大綬章               |      |
| 1921年（大正10年）5月30日  |      | 大正三年乃至九年戦役従軍記章 |      |
| 1921年（大正10年）5月30日  |      | 金杯一組                     |      |
| 1921年（大正10年）7月1日   |      | 第一回国勢調査記念章         |      |
| 1922年（大正11年）9月25日  |      | 金杯一組                     |      |
| 1928年（昭和3年）11月10日  |      | 大礼記念章（昭和）           |      |
| 1928年（昭和3年）11月10日  |      | 金杯一個                     |      |
| 1931年（昭和6年）5月1日    |      | 帝都復興記念章               |      |
| 1934年（昭和9年）4月29日   |      | 金杯一個                     |      |
| 1940年（昭和15年）4月29日  |      | 銀杯一組                     |      |
| 1940年（昭和15年）8月15日  |      | 紀元二千六百年祝典記念章     |      |

外国勲章佩用允許
| 受章年                     | 国籍                         | 略綬 | 勲章名                                         | 備考 |
| -------------------------- | ---------------------------- | ---- | ---------------------------------------------- | ---- |
| 1896年（明治29年）10月28日 | ロシア帝国                   |      | 神聖スタニスラス第二等勲章                     |      |
| 1900年（明治33年）10月1日  | オーストリア＝ハンガリー帝国 |      | フランソワジョゼフ勲章コマンド―ル              |      |
| 1900年（明治33年）10月1日  | イタリア王国                 |      | 王冠第三等勲章                                 |      |
| 1900年（明治33年）10月1日  | ベルギー王国                 |      | レオポール勲章コマンド―ル                      |      |
| 1900年（明治33年）10月1日  | オスマン帝国                 |      | ラスマニエー第三等勲章                         |      |
| 1900年（明治33年）10月1日  | ドイツ帝国                   |      | 王冠第二等勲章                                 |      |
| 1900年（明治33年）10月1日  | ロシア帝国                   |      | 神聖アンナ第二等勲章                           |      |
| 1900年（明治33年）10月1日  | フランス共和国               |      | レジオンドヌール勲章オフィシエ                 |      |
| 1908年（明治41年）5月12日  | ロシア帝国                   |      | 神聖スタニスラス第一等勲章                     |      |
| 1911年（明治44年）4月19日  | 大清帝国                     |      | 二等第一双竜宝星                               |      |
| 1915年（大正4年）3月30日   | フランス共和国               |      | レジオンドヌール勲章コマンド―ル                |      |
| 1915年（大正4年）3月30日   | 支那共和国                   |      | 二等文虎勲章                                   |      |
| 1916年（大正5年）2月15日   | ロシア帝国                   |      | 神聖アンナ第一等勲章                           |      |
| 1918年（大正7年）7月3日    | イギリス帝国                 |      | 聖マイケル・聖ジョージ勲章ナイトグランドクロス |      |
| 1918年（大正7年）8月6日    | 支那共和国                   |      | 一等文虎勲章                                   |      |
| 1918年（大正7年）12月24日  | 支那共和国                   |      | 一等大綬宝光嘉禾章                             |      |
| 1934年（昭和9年）3月1日    | 満州帝国                     |      | 大満洲国建国功労章                             |      |
| 1935年（昭和10年）9月21日  | 満州帝国                     |      | 満州帝国皇帝訪日記念章                         |      |
| 1941年（昭和16年）12月9日  | 満州帝国                     |      | 建国神廟創建記念章                             |      |

## 人物

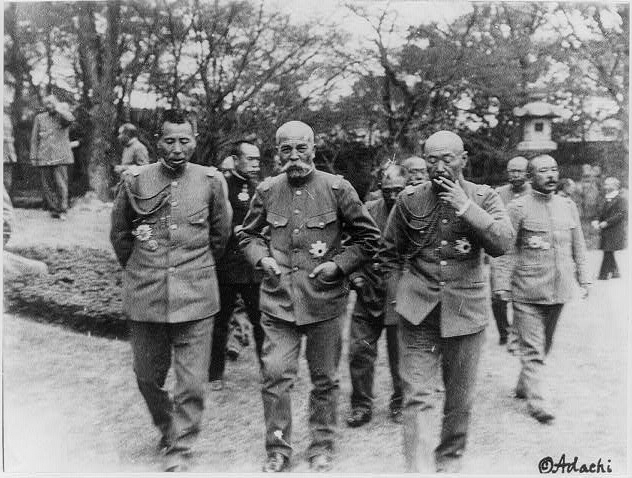
前列左から田中義一、大島、上原勇作。大正7年（1918年）8月頃。

- 大島の出自について宮武外骨は「前陸軍大臣であつた大島中将は岐阜県の特殊部落の出身であると云ふ事が先年大阪の朝日新聞に出て居たが、果して其事が真ならば、我は旧穢多族なりと叫んで貰ひたい」と発言している（1919年8月13日、平民大学講演会での発言）。このとき臨監の警官は中止を命じたが、外骨は屈せず、これを『赤』第6号に発表している[46]。
- 文人としても知られ、雅号を蘇谷という。数多くの漢詩を残している。
- 「陸軍大臣まで務めながら、薩長の藩閥に属していなかった為に生涯大将になることは出来なかった」と言われることがあるが、これは誤り。陸軍省人事局長を務めた額田坦中将（陸士29期）によると、本人が「自分は戸籍の間違いで既に中将の退職年限に達しているので大将親任の資格は無い」と自ら申し出て、大将親任を断ったとのことである。また長州閥ではなかったが、山縣有朋元帥附副官を務めてその手腕を認められたのがその後の栄達のきっかけであり、準長州閥と見られていた。
- 日本赤十字社常議員である[6]。信教は禅宗[2][6]。趣味は漢詩、囲碁[2]。住所は東京淀橋区柏木3丁目[2][6]、牛込区若宮町[3]。

## 家族・親族
大島家
- 父・桂之進（岐阜県士族）[47] - 桂之進は岩村藩の下級武士であった[5]。39歳で病死する[4]。
- 母・カギ[4]
- 妻・磯陽（1867年 - ?、愛知県の士族清水裕の長女）[2][6]
- 長男・浩（1886年 - 1975年、陸軍中将、ドイツ大使）
  - 同妻・豊子（1900年 - ?、田尻稲次郎の五女）[47]
- 次男・僴[2]（医師）[6]
- 長女・長江（箕作俊夫の妻）[6]
- 次女（佐々木義彦の妻）[6]
- 四女（槇有恒の妻）[6]

親戚
- 長男・浩の妻の父・田尻稲次郎[47]（子爵、官僚）
- 長女・長江の夫・箕作俊夫 - 明法寮出身の法学博士で啓蒙思想家の箕作麟祥の四男。
- 四女の夫・槇有恒[6]（登山家）
- 孫・箕作祥一 - 箕作俊夫・長江の長男。日本大学農獣医学部教授。